# Distretto elettorale di Ongenga
Il distretto elettorale di Ongenga è un distretto elettorale della Namibia situato nella Regione di Ohangwena con 22.075 abitanti al censimento del 2011. Il capoluogo è la città di Ongenga.